# Zyginidia biroi
Zyginidia biroi är en insektsart som först beskrevs av Dlabola 1967.  Zyginidia biroi ingår i släktet Zyginidia och familjen dvärgstritar. Inga underarter finns listade i Catalogue of Life.